# Disperis reichenbachiana
Espèce
Disperis reichenbachiana est une espèce de plantes de la famille des Orchidées et du genre Disperis, présente dans plusieurs pays d'Afrique tropicale.

## Étymologie
Son épithète spécifique reichenbachiana rend hommage au botaniste allemand Heinrich Gustav Reichenbach, spécialiste des Orchidées.